# Kido Takayoshi
En aquest nom japonès, el cognom és Kido.
Kido Takayoshi (木戸 孝允, Hagi, Choshu, (avui dins de la Prefectura de Yamaguchi) 11 d'agost de 1833 - 26 de maig de 1877), també conegut com a Kido Koin va ser un estadista japonès durant el bakumatsu i la restauració Meiji. Va usar el pseudònim de Niibori Matsusuke (新堀 松辅) quan va treballar en contra del shogun.

## Primers anys
Va ser el segon fill de Wada Masakage, que era el doctor del domini de Choshu. Va ser adoptat per la família Katsura als set anys i fins al 1865 tenia com a nom Katsura Kogoro. Va ser educat a l'acadèmia de Yoshida Shoun, on va adoptar la filosofia del lleialisme imperial.
En 1852 va viatjar a Edo per esdevenir un espadatxí, i va establir contactes amb els samurais radicals del domini de Mito. També va aprendre tècniques d'artilleria i construcció de vaixells a l'estil occidental. Després d'observar la construcció d'aquesta mena de vaixells a Nagasaki i Shimoda, va retornar a Choshu per supervisar la construcció del primer vaixell de guerra d'estil occidental.

## Caiguda dels Tokugawa
Després de 1858, Kido era a Edo on servia com a contacte entre la burocràcia del shogunat i els elements radicals que recolzaven el moviment Sonnō jōi. A causa de les sospites de part del shogunat per les seves relacions amb els lleialistes de Mito que van assassinar Andō Nobumasa, va ser enviat a Kyoto. Fou incapaç de prevenir el cop d'estat del 30 de setembre de 1863 per les forces dels dominis de Satsuma i Aizu, que van desallotjar les forces de Choshu fora de la ciutat. Es va involucrar en un intent de reprendre el control de la ciutat el 20 d'agost de 1864, i es va haver d'amagar amb una geisha de nom Ikumatsu, que seria la seva futura esposa.
Quan elements radicals sota Takasugi Shinsaku van obtenir el control polític de Choshu, Kido va ser usat com el mediador de l'establiment de l'Aliança Satchō entre ambdós dominis, que després batallarien a la Guerra Boshin i estarien involucrats en la Restauració Meiji contra el shogunat Tokugawa.

## Estadista en l'era Meiji
Amb la caiguda del shogunat Tokugawa, Kido va tenir una presència important en el govern Meiji. Com a conseller imperial va dissenyar la Carta de jurament i va iniciar polítiques de centralització i modernització. També es va involucrar en l'abolició dels feus al Japó.
En 1871 viatja als Estats Units i Europa per conèixer el sistema educatiu a Occident. Al seu retorn, va esdevenir un dels defensors de l'establiment d'un govern constitucional i es va oposar a la fita de convertir al Japó en una potència que rivalitzaria amb les nacions occidentals.
Kido va perdre la seva posició dominant en l'oligarquia Meiji i va protestar per l'Expedició japonesa a Taiwan de 1874.
El 1875 Kido torna al govern i es converteix en president de l'Assemblea de Governadors prefecturals. També va ser el responsable de l'educació de l'Emperador Meiji.
Durant la Rebel·lió de Satsuma de 1877, va morir per causes naturals als 43 anys.